# Synchlora noel
Synchlora noel là một loài bướm đêm trong họ Geometridae.